# Eldon n.º 471
Eldon n.º 471 es un municipio rural canadiense situado en la provincia de Saskatchewan.

## Superficie
Eldon n.º 471 tiene una superficie de 991,15 km².

## Demografía
En 2021, tenía 700 habitantes, una densidad poblacional de 0,7 hab./km², y 303 viviendas.